# Koto Panjang (Kayu Aro)
Koto Panjang is een bestuurslaag in het regentschap Kerinci van de provincie Jambi, Indonesië. Koto Panjang telt 644 inwoners (volkstelling 2010).